# Acanthomintha ilicifolia
Acanthomintha ilicifolia — вид квіткових рослин з родини глухокропивових (Lamiaceae).

## Біоморфологічна характеристика
Стебло: 5–15 см; волосся від 0 до короткого. Листова пластина 5–15 мм, кругла, по краю пилчаста. Суцвіття: приквітки 7–9 мм, яйцеподібні, крайових шипів 7–10, 4–8 мм. Квітка: чашечка ≈ 5 мм; віночок 12 мм, білий, частки зрідка рожеві, верхня губа < нижньої, цільна, неглибоко запушена; верхні тичинки безплідні, пиляки голі. Час цвітіння: квітень — червень.

## Поширення
Зростає в Північній Америці: Каліфорнія (США) та Нижня Каліфорнія (Мексика).
Населяє весняні басейни, глинисті западини на породах, чапаральні схили, прибережно-шавлієві чагарники на висотах нижче 1000 метрів.

## Галерея

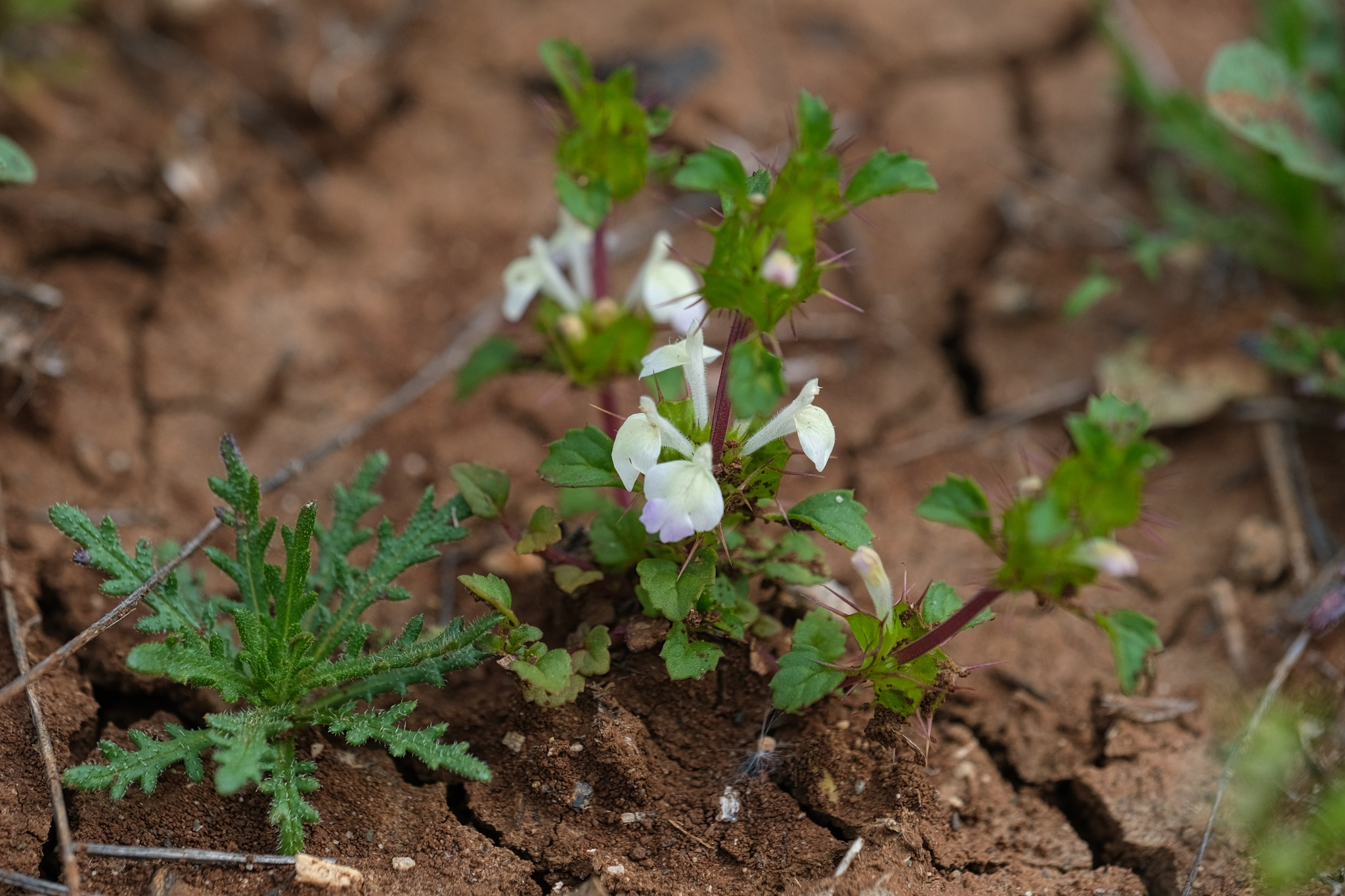
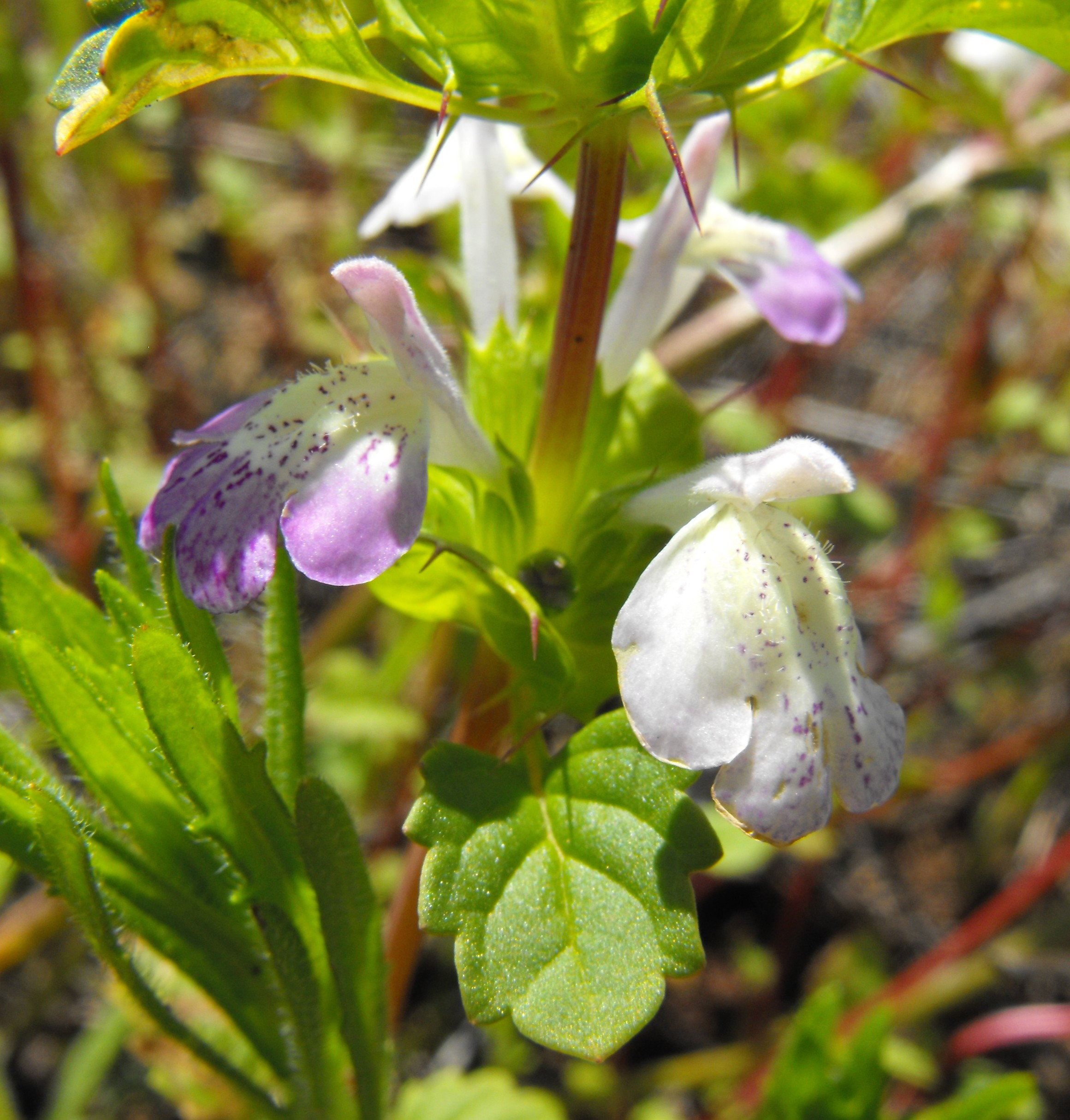